# Primeiro-ministro da Hungria
 O primeiro-ministro da Hungria (em húngaro:  miniszterelnök) é o chefe de governo da Hungria. O primeiro-ministro e o Gabinete são coletivamente responsáveis pelas suas políticas e ações ao Parlamento, ao seu partido político e ao eleitorado. O atual incumbente do cargo é Viktor Orbán, líder da Fidesz - Hungarian Civic Alliance, que atua desde 29 de maio de 2010.
De acordo com a Constituição húngara, o Presidente da Hungria é obrigado a nomear o líder do partido político que conquista a maioria dos assentos na Assembleia Nacional da Hungria como primeiro-ministro. Se não houver partido com maioria, o Presidente realiza uma audiência com os líderes de todos os partidos representados na Assembléia e nomeia a pessoa que tem maior probabilidade de comandar a maioria na Assembléia, que é então eleita formalmente por uma maioria simples de membros. Na prática, o líder do partido que ganha uma pluralidade de votos nas eleições é geralmente nomeado primeiro-ministro. O primeiro-ministro tem um papel de liderança no poder executivo de acordo com a Constituição Húngara. O primeiro-ministro escolhe os ministros do Gabinete e tem o direito exclusivo de demiti-los. Nomeados em gabinetes comparecem perante uma ou mais comissões parlamentares em audiências abertas consultivas. Eles devem, então, sobreviver a uma votação do Parlamento e ser formalmente aprovados pelo Presidente.

## Titulo oficial
O título do chefe de governo da Hungria em húngaro é miniszterelnök . Traduzido literalmente, isso significa "ministro-presidente ". No entanto, "primeiro-ministro" ou      "premier" é o título mais comum em um sistema parlamentar para um chefe de governo em nações de língua inglesa/portuguesa, o título é traduzido como "primeiro-ministro" pela maioria das fontes inglesas/portuguesas.

## História

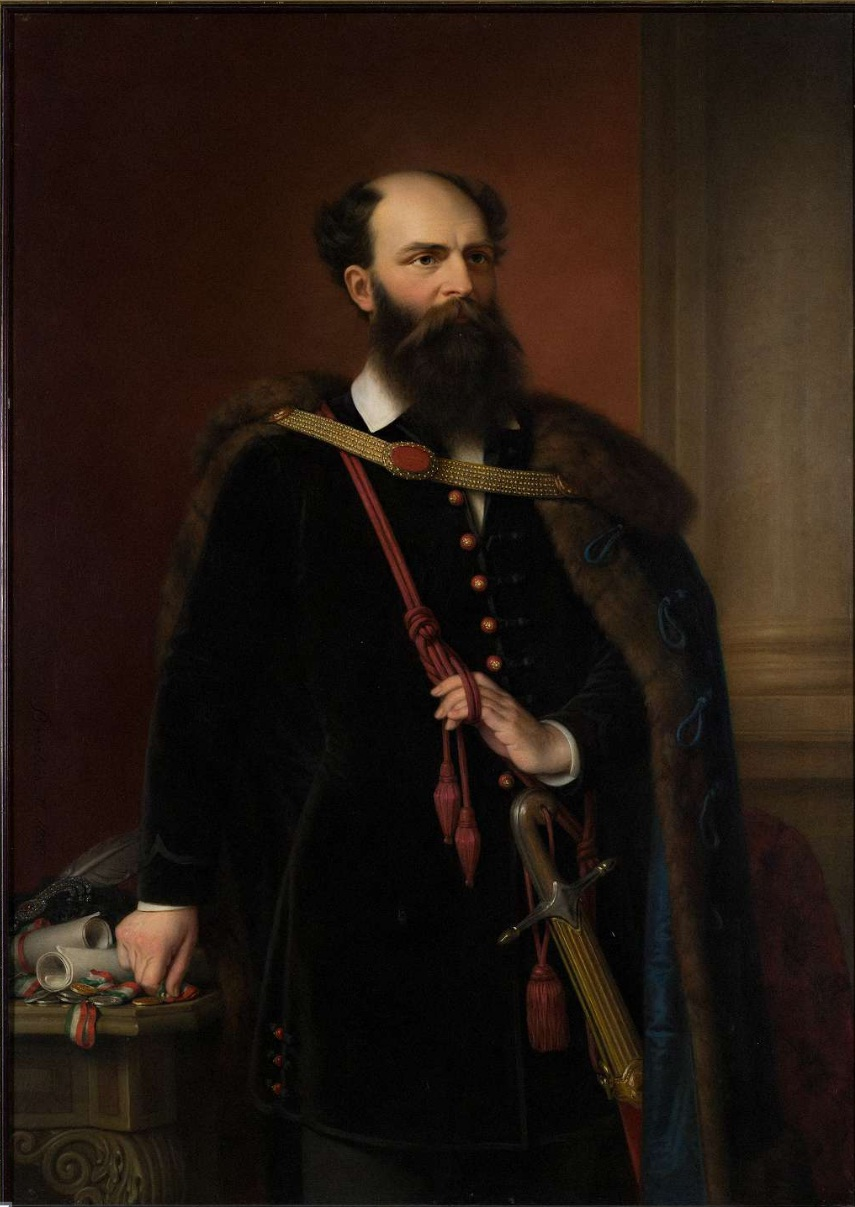
Retrato do conde Lajos Batthyány de Miklós Barabás, 1848. Ele foi nomeado primeiro ministro da Hungria.

O palatino em latim: comes palatii, comes palatinus palatino mais tarde palatinus (regni) , em húngaro:  nádorispán/ nádor em eslovaco:  nádvorný župan/ nádvorný špán    , mais tarde: palatín / nádvorník em alemão:  Palatin) foi o mais alto dignitário no Reino da Hungria depois do rei (uma espécie de primeiro-ministro poderoso e juiz supremo) desde a ascensão do reino até 1848/1918.
Inicialmente, ele era de fato o representante do rei, depois o vice-regente (vice-rei ). Nos primeiros séculos do reino, ele foi nomeado pelo rei, mais tarde eleito pela Dieta do Reino da Hungria. Depois que os Habsburgos solidificaram sua posse da Hungria, a dignidade tornou-se uma posição designada mais uma vez. Finalmente, tornou-se hereditário em um cadete (júnior) filial da dinastia dos Habsburgos depois que o rei Francisco nomeou seu irmão José.

### Criação do cargo
Durante a Revolução Húngara de 1848, os revolucionários queriam a criação de um gabinete húngaro independente do Império Austríaco e da Chancelaria de Buda (que era o Gabinete do Governador Geral Imperial). Um dos 12 pontos dizia: 2. Um governo responsável em Buda-Peste .
Fernando V nomeou o conde Lajos Batthyány para o cargo de primeiro-ministro da Hungria em 17 de março de 1848. O governo foi chamado de ministério, diferentemente da aceitação atual. Os ministérios eram chamados de departamentos. Batthyány renunciou em 2 de outubro de 1848, ele foi sucedido por Lajos Kossuth como presidente do Comitê de Defesa Nacional. Este órgão executivo não foi alocado às carteiras. Em abril de 1849, quando os húngaros obtiveram muitos sucessos, após soar o exército, Kossuth emitiu a célebre Declaração de Independência da Hungria. Em maio, Bertalan Szemere foi nomeado primeiro-ministro. A posição estava vaga após a derrota da luta pela liberdade.

## Lista
- Lista de primeiros-ministros da Hungria

## Ex-primeiros-ministros vivos
Há 5 ex-primeiros-ministros da Hungria vivos. Viktor Orbán, que serviu como primeiro-ministro de 1998 a 2002, está atualmente servindo e, portanto, não está incluído nesta lista. 
| Nome             | Mandato     | Data de nascimento              |
| ---------------- | ----------- | ------------------------------- |
| Miklós Németh    | 1988 – 1990 | 24 de janeiro de 1948 (77 anos) |
| Péter Boross     | 1993 – 1994 | 27 de agosto de 1928 (96 anos)  |
| Péter Medgyessy  | 2002 – 2004 | 19 de outubro de 1942 (82 anos) |
| Ferenc Gyurcsány | 2004 – 2009 | 4 de junho de 1961 (63 anos)    |
| Gordon Bajnai    | 2009 – 2010 | 5 de março de 1968 (57 anos)    |